# Zehnkampf-Länderkampf der Männer 1974 Sowjetunion – BR Deutschland / BR Deutschland – USA
| 17./18. Leichtathletik-Länderkampf mit bundesdeutscher Beteiligung 1974             | 17./18. Leichtathletik-Länderkampf mit bundesdeutscher Beteiligung 1974 |
| ----------------------------------------------------------------------------------- | ----------------------------------------------------------------------- |
|                                                                                     |                                                                         |
| Zehnkampf-Vergleich der Männer: Sowjetunion – BR Deutschland / BR Deutschland – USA |                                                                         |
| Austragungsort                                                                      | Tallinn                                                                 |
| Wettbewerbe                                                                         | 1                                                                       |
| Datum                                                                               | 3./4. August                                                            |
| 1. URS 2. FRG                                                                       | 83.640 Punkte 81.271 Punkte                                             |
| 1. USA 2. FRG                                                                       | 46.369 Punkte 45.471 Punkte                                             |
| Chronik                                                                             |                                                                         |
| ← FRA-FRG-CAN (M)                                                                   | URS-FRG/FRG-USA00 5kampf (F) →                                          |

Im siebzehnten und gleichzeitig achtzehnten Vergleich des Länderkampfjahres 1974 kam es für die bundesdeutschen Zehnkämpfer zu einem Aufeinandertreffen mit zwei sehr starken Gegnern. Am 3./4. August traten sie in einer gemeinsamen Veranstaltung im estländischen Tallinn mit getrennten Wertungen für jeweils zwei Mannschaften gegen die Sowjetunion und gegen die USA an. Gegen die UdSSR war es der achte Wettkampf, die Zwischenbilanz lautete vier zu zwei für die UdSSR. Das Aufeinandertreffen mit den Zehnkämpfern aus den USA gab es in Tallinn zum ersten Mal.

## Wettbewerbe und Modus
Die beiden Länderkämpfe wurden mit unterschiedlichen Modi ausgetragen.
- Zehnkampfvergleich Sowjetunion – BR Deutschland
Jede Nation konnte sechzehn Zehnkämpfer stellen, von denen drei Junioren der Jahrgänge 1955 und jünger sein mussten. Für den DLV wurde diesmal auch der Jahrgang 1954 zugelassen. Gewertet wurden durch Addition ihrer Punktzahlen je elf Athleten, von denen mindestens zwei Junioren sein mussten. Die Bundesrepublik Deutschland trat mit dreizehn Vertretern an, die Sowjetunion mit sechzehn.
- Zehnkampfvergleich BR Deutschland – USA
Von sieben angetretenen US-Zehnkämpfern und aus den vierzehn gegen die Sowjetunion startenden deutschen Athleten wurden die jeweils sechs Besten mittels Addition ihrer Punktzahlen gewertet.

## Ergebnis
Unter den ersten vierzehn Athleten befanden sich auf den Rängen vier und sechs nur zwei bundesdeutsche Vertreter. In der Summe ihrer erzielten Punktzahlen mussten sich die bundesdeutschen Zehnkämpfer somit in beiden getrennt gewerteten Begegnungen aus dieser Veranstaltung ihren Kontrahenten geschlagen geben. Gegen die Sowjetunion kam es zu einer Niederlage mit 81.271 zu 83.640 Punkten und gegen die USA mit 45.471 zu 46.369 Punkten.

## Legende
Kurze Übersicht zur Bedeutung der Symbolik – so üblicherweise auch in sonstigen Veröffentlichungen verwendet:
| DNF | nicht im Ziel (did not finish)      |
| DNS | nicht am Start (did not start)">DNS |
| NMW | keine Weite (No Mark)               |

## Resultat
| Platz | Name                       | Nation | Punkte | 100 m  | Weit- sprung | Kugel- stoßen | Hoch- sprung | 400 m  | 110 m Hürden | Diskus- wurf | Stabhoch- sprung | Speer- wurf | 1500 m     |
| ----- | -------------------------- | ------ | ------ | ------ | ------------ | ------------- | ------------ | ------ | ------------ | ------------ | ---------------- | ----------- | ---------- |
| 01    | Bruce Jenner               | USA    | 8308   | 10,9 s | 7,27 m       | 14,37 m       | 1,98 m       | 49,0 s | 14,7 s       | 49,10 m      | 4,70 m           | 63,30 m     | 4:22,7 min |
| 02    | Jaan Lember                | URS    | 7865   | 11,0 s | 6,81 m       | 15,66 m       | 1,98 m       | 50,4 s | 15,5 s       | 44,86 m      | 4,50 m           | 60,04 m     | 4:35,0 min |
| 03    | Leonid Litwinenko          | URS    | 7857   | 11,2 s | 6,91 m       | 14,99 m       | 1,89 m       | 50,2 s | 14,9 s       | 46,78 m      | 4,40 m           | 62,12 m     | 4:30,7 min |
| 04    | Guido Kratschmer           | FRG    | 7856   | 10,7 s | 7,48 m       | 14,38 m       | 1,95 m       | 50,3 s | 14,4 s       | 42,34 m      | 3,80 m           | 60,46 m     | 4:37,3 min |
| 05    | Alexander Grebenjuk        | URS    | 7854   | 11,0 s | 6,80 m       | 14,16 m       | 1,89 m       | 49,7 s | 14,9 s       | 48,42 m      | 4,20 m           | 66,20 m     | 4:34,8 min |
| 06    | Eberhard Stroot            | FRG    | 7853   | 10,7 s | 7,23 m       | 13,22 m       | 1,95 m       | 48,7 s | 15,0 s       | 39,70 m      | 4,10 m           | 56,84 m     | 4:21,8 min |
| 07    | Toomas Suurväli            | URS    | 7797   | 11,2 s | 7,14 m       | 14,08 m       | 1,92 m       | 51,5 s | 15,0 s       | 42,54 m      | 4,30 m           | 64,90 m     | 4:22,0 min |
| 08    | Steve Gough                | USA    | 7789   | 10,8 s | 7,48 m       | 15,11 m       | 1,92 m       | 51,4 s | 15,0 s       | 45,90 m      | 4,10 m           | 58,96 m     | 4:50,6 min |
| 09    | Leonid Kaidasch            | URS    | 7752   | 10,8 s | 7,02 m       | 13,76 m       | 1,95 m       | 50,3 s | 15,1 s       | 40,90 m      | 4,40 m           | 61,20 m     | 4:38,7 min |
| 10    | Wiktor Tschelnokow         | URS    | 7687   | 11,1 s | 6,89 m       | 14,40 m       | 1,89 m       | 50,8 s | 16,1 s       | 45,16 m      | 4,20 m           | 76,36 m     | 4:45,0 min |
| 11    | Boris Gorbatschow          | URS    | 7645   | 11,0 s | 6,92 m       | 15,16 m       | 1,86 m       | 50,5 s | 15,5 s       | 46,38 m      | 4,20 m           | 54,50 m     | 4:33,5 min |
| 12    | Fred Samara                | USA    | 7622   | 10,5 s | 7,01 m       | 12,88 m       | 1,86 m       | 50,2 s | 15,0 s       | 40,94 m      | 4,70 m           | 58,23 m     | 5:00,0 min |
| 13    | John Warkentin             | USA    | 7615   | 11,5 s | 6,78 m       | 13,23 m       | 1,89 m       | 49,7 s | 14,7 s       | 43,58 m      | 4,00 m           | 61,52 m     | 4:31,6 min |
| 14    | Ron Evans                  | USA    | 7541   | 11,1 s | 7,04 m       | 14,57 m       | 2,04 m       | 52,1 s | 15,6 s       | 42,00 m      | 4,50 m           | 54,34 m     | 4:56,0 min |
| 15    | Claus Marek (Junior)       | FRG    | 7535   | 10,7 s | 7,16 m       | 12,74 m       | 1,92 m       | 48,6 s | 14,8 s       | 36,38 m      | 3,80 m           | 53,78 m     | 4:31,8 min |
| 16    | Herbert Swoboda            | FRG    | 7510   | 10,8 s | 7,15 m       | 14,12 m       | 1,75 m       | 51,5 s | 15,7 s       | 41,88 m      | 4,00 m           | 63,34 m     | 4:32,4 min |
| 17    | Richard Wanamaker          | USA    | 7494   | 11,3 s | 6,59 m       | 14,55 m       | 2,04 m       | 50,9 s | 14,9 s       | 46,22 m      | 4,00 m           | 60,60 m     | 5:07,2 min |
| 18    | Wladimir Burjakow (Junior) | URS    | 7450   | 11,2 s | 7,14 m       | 11,93 m       | 1,89 m       | 50,1 s | 15,1 s       | 35,02 m      | 4,50 m           | 60,82 m     | 4:33,4 min |
| 19    | Oleg Bakanow (Junior)      | URS    | 7408   | 11,1 s | 6,81 m       | 11,87 m       | 1,86 m       | 49,8 s | 15,0 s       | 38,02 m      | 4,80 m           | 51,40 m     | 4:34,6 min |
| 20    | Dieter Leyckes (Junior)    | FRG    | 7293   | 11,3 s | 7,01 m       | 13,86 m       | 1,95 m       | 50,6 s | 16,4 s       | 42,68 m      | 4,00 m           | 51,10 m     | 4:40,2 min |
| 21    | Winfried Hartweck          | FRG    | 7240   | 11,1 s | 6,98 m       | 12,47 m       | 1,83 m       | 50,3 s | 15,3 s       | 38,40 m      | 4,20 m           | 50,20 m     | 4:36,2 min |
| 22    | Aleksandr Svets            | URS    | 7221   | 11,0 s | 6,50 m       | 15,30 m       | 1,95 m       | 51,5 s | 15,7 s       | 33,52 m      | 4,30 m           | 53,30 m     | 4:51,8 min |
| 23    | Werner Eikmeier            | USA    | 7203   | 11,0 s | 7,02 m       | 12,25 m       | 1,86 m       | 51,1 s | 15,6 s       | 36,16 m      | 3,80 m           | 56,20 m     | 4:27,0 min |
| 24    | Walter Mössle              | FRG    | 7166   | 11,2 s | 6,89 m       | 12,10 m       | 1,92 m       | 51,3 s | 14,9 s       | 38,78 m      | 4,30 m           | 44,52 m     | 4:42,8 min |
| 25    | Kurt Malter May            | FRG    | 7156   | 11,0 s | 7,00 m       | 13,08 m       | 1,86 m       | 50,0 s | 15,8 s       | 37,80 m      | 4,20 m           | 40,74 m     | 4:35,4 min |
| 26    | Rudi Hausner               | FRG    | 7124   | 11,0 s | 7,07 m       | 11,43 m       | 1,89 m       | 49,3 s | 15,2 s       | 36,06 m      | 3,90 m           | 42,14 m     | 4;29,7 min |
| 27    | Helmut Kammermeier         | FRG    | 7114   | 11,1 s | 6,58 m       | 13,37 m       | 1,80 m       | 51,1 s | 15,7 s       | 43,56 m      | 3,80 m           | 62,34 m     | 5:06,2 min |
| 28    | Alexander Blinjajew        | URS    | 7104   | 11,2 s | 7,48 m       | 15,32 m       | 1,98 m       | 52,9 s | 15,2 s       | 50,14 m      | 4,50 m           | NMW         | 4:49,6 min |
| 29    | Wolfgang Linkmann          | FRG    | 6588   | 11,2 s | 6,81 m       | 14,83 m       | 1,83 m       | 55,1 s | 14,7 s       | 40,22 m      | 4,00 m           | 46,90 m     | DNF        |
| 30    | Aleksandr Ramkatow         | URS    | 6465   | 11,3 s | 6,74 m       | 12,97 m       | 1,92 m       | 51,7 s | 15,5 s       | 42,94 m      | 3,80 m           | 40,04 m     | DNS        |
| DNF   | Günter Hoffmann            | FRG    | 6912   | 11,2 s | 6,85 m       | 12,74 m       | 1,83 m       | 51,4 s | 14,9 s       | 40,00 m      | 4,00 m           | 57,76 m     | DNS        |
| DNF   | Hemo Sildoja               | URS    | 6872   | 11,4 s | 7,07 m       | 13,06 m       | 1,65 m       | 57,1 s | DNF          | 43,54 m      | DNS              |             |            |
| DNF   | Karl-Heinz Neubeck         | FRG    | 7096   | 11,1 s | 7,01 m       | 12,40 m       | 1,80 m       | 51,5 s | DNS          |              |                  |             |            |
| DNF   | Wladimir Tregubenko        | URS    | 6977   | 11,4 s | 6,91 m       | 13,39 m       | DNS          |        |              |              |                  |             |            |
| DNF   | Toomas Berendsen           | URS    | 6912   | 11,0 s | 6,93 m       | DNS           |              |        |              |              |                  |             |            |
| DNF   | Boris Tolmatschew          | URS    | 6872   | 11,2 s | 7,05 m       | DNS           |              |        |              |              |                  |             |            |